# طائرة فضاء

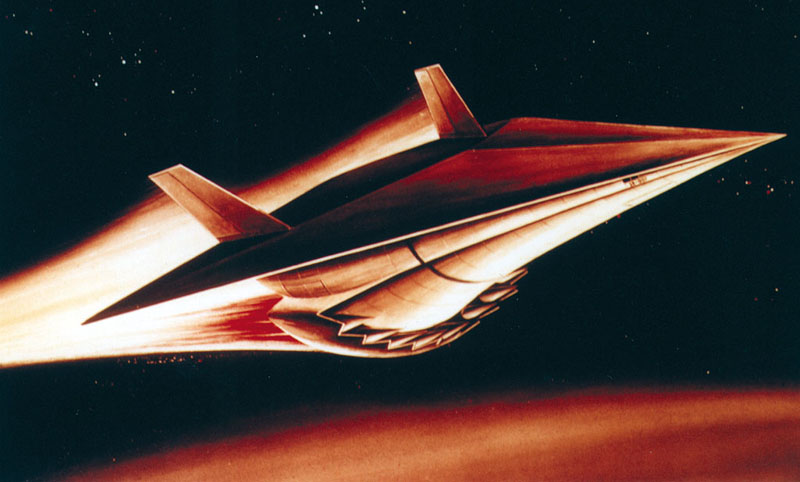
"تصميم طائرة الفضاء 1" أظهرت الأبحاث العلمية أنه يمكن استخدام ناقلات الهواء التي تعمل بالهيدروجين في إطلاق الفضاء

طائرة فضاء شمل مشروع الطائرة الفضائية التابع لسلاح الجو الأمريكي مجموعة متنوعة من المشاريع من 1958 حتى 1963 لدراسة طائرة فضائية قابلة لإعادة الاستخدام بالكامل.
تمت دراسة مجموعة متنوعة من التصميمات خلال فترة حياة المشروع بما في ذلك معظم الجهود المبكرة على محركات دورة الهواء السائل وحتى النفاثة التي تعمل بالطاقة النووية.

## لمحة تاريخية
بدأ هذا الجهد إلى حد كبير بسبب عمل ويلدون وورث في رايت باترسون الذي نشر عمل قصير يحدد طائرة فضائية مأهولة.
كان المختصين مهتمين بدرجة كافية لبدء تشغيل SR-89774 (يشير مصطلح "SR" إلى «متطلبات الدراسة») لطائرة فضائية قابلة لإعادة الاستخدام في عام 1957.
بحلول عام 1959 نتج عن هذا العمل نظام الإطلاق المداري الذي يستند إلى محرك معروف في ذلك الوقت باسم نظام جمع الهواء السائل.
أظهر العمل الإضافي أنه يمكن الحصول على مزيد من الأداء من خلال استخراج الأكسجين فقط من الهواء السائل وهو نظام يشار إليه باسم نظام جمع وتخصيب الهواء.

## آلية العمل
تم تسييل الهواء أولاً في المبادل الحراري الذي يتم تبريده بواسطة وقود الهيدروجين السائل حيث يتم ضخه في خزان منخفض الضغط لتخزينه على المدى القصير ثم يتم ضخه في خزان عالي الضغط حيث تم فصل الأكسجين ويتم إلقاء الباقي (معظمه من النيتروجين) في الخارج.
في أوائل عام 1960 عرضت القوات الجوية عقد تطوير لبناء طائرة فضائية مع طاقم مكون من ثلاثة أفراد يمكن أن تقلع من أي مدرج وتطير مباشرة في المدار والعودة حيث أرادوا أن يكون التصميم قيد التشغيل في عام 1970 بتكلفة تطوير إجمالية قدرها 5 مليارات دولار فقط وردت كل من بوينج ودوغلاس وكونفير ولوكهيد وجوديير وأمريكا الشمالية. تجاهلت معظم هذه التصاميم الأنظمة القديمة واستخدمت بدلاً من ذلك محرك نفاث فرطي للحصول على الطاقة حيث تم تحديد مخطط لمحرك نفاث فرطي لأول مرة في نفس الوقت تقريبا وكانت العديد من الشركات مهتمة للغاية برؤيتها تتطور.

## نهاية المشروع
بسبب الإنفاق الكثير على تطوير الطائرة وعلاوة على ذلك كانت جميع التصميمات حساسة للغاية للوزن وأي زيادة يمكن أن تؤدي إلى عدم عمل جميع التصميمات.
في عام 1963 غيرت القوات الجوية أولوياتها في SR-651 وركزت بالكامل على تطوير مجموعة متنوعة من المحركات عالية السرعة. في أكتوبر 1963 خلصت مراجعة أخرى إلى أن التقنية كانت ببساطة جديدة جدا بالنسبة لأي شخص للتنبؤ بموعد بناء أي طائرة فضائية من هذا القبيل وتراجع التمويل في عام 1964 ومن ثم تم تجميد المشروع.